# Lepidobotryaceae
Lepidobotryaceae – rodzina roślin z rzędu dławiszowców (Celastrales Baskerville) obejmująca dwa monotypowe rodzaje drzew. Gatunek Lepidobotrys staudtii występuje w tropikalnej części środkowo-zachodniej Afryki, a Ruptiliocarpon caracolito spotykany jest na rozproszonych, niewielkich obszarach północno-zachodniej części Ameryki Południowej.   

## Morfologia
PokrójDrzewa osiągające do 40 m wysokości.
LiścieSkrętoległe, całobrzegie, ogonkowe, z przylistkami przylegającymi do ogonka.
KwiatyJednopłciowe (rośliny są dwupienne). Drobne, zebrane w kwiatostanach (kłosach i wiechach) wyrastających naprzeciw liści, rzadziej szczytowo. Listki kielicha i korony są drobne, zielone, podobne do siebie, przy czym działki kielicha są trwałe. W kwiatach męskich rozwijają się pręciki w liczbie 10, w dwóch okółkach, u dołu zrośnięte i tam z miodnikami. W kwiatach męskich znajdują się prątniczki i górna zalążnia powstająca z 2–3 owocolistków z wolnymi szyjkami, zakończonymi główkowatymi lub rozwidlonymi znamionami.
OwoceOkazałe, skórzaste torebki z przegrodami wewnętrznymi. Nasiona okryte czerwonopomarańczową osnówką.

## Systematyka
Pozycja systematyczna według APweb (aktualizowany system APG IV z 2016)
Jedna z dwóch rodzin z rzędu dławiszowców (Celestrales), należącego do kladu różowych w obrębie okrytonasiennych.
Podział
- rodzaj Lepidobotrys Engler, Bot. Jahrb. Syst. 32: 108. 7 Mai 1902
  - gatunek Lepidobotrys staudtii Engl.
- rodzaj Ruptiliocarpon B. E. Hammel et N. Zamora, Novon 3: 408. 29 Dec 1993
  - gatunek Ruptiliocarpon caracolito Hammel & N. Zamora